# Jan Slagter
Jan Slagter (Den Haag, 3 maart 1954) is een Nederlands omroepbestuurder en televisiepresentator.

## Biografie
Na diverse opleidingen (Mulo, Marketing, Reclame, Communicatie en Financieel Management) gaat Slagter aan de slag als huurkoopmakelaar bij de AMRO Bank. Later werkt hij als reclamemedewerker bij de Nederlandse Vereniging ter Bevordering van het Levensverzekeringswezen. Na een aantal jaren in België gewoond te hebben, richt Slagter de Stichting Welzijn Gehandicapten Nederland op. Deze stichting heeft als doel het organiseren van projecten die het geestelijk en maatschappelijk welzijn bevorderen van mensen met een verstandelijke beperking, chronisch zieken en ouderen.

## Carrière
In 2002 richt Slagter Omroepvereniging MAX op, omdat hij vond dat er te weinig media-aanbod was voor 50-plussers. In 2005 krijgt MAX een aspirant-status. Op 3 september 2005 zendt zij haar eerste televisieprogramma Van Nul naar MAX uit. In september 2010 verwerft MAX haar definitieve erkenning. MAX is een publieke omroeporganisatie en valt onder de koepel Nederlandse Publieke Omroep (NPO). Net als BNN onderscheidt MAX zich binnen de Publieke Omroep doordat de doelgroep niet is gebaseerd op de traditionele verzuiling, maar op leeftijd. Voor de programma's van MAX betekent dit onder andere geen muziek onder gesproken woord, geen vloeken en geweld, maar wel muziek uit de jaren 50, 60 en 70 op Radio 5. In 2013 zijn 335.000 leden aangesloten bij MAX. Sinds maart 2013 heeft MAX een eigen programmagids, getiteld MAX Magazine.
Slagter is behalve directeur ook presentator van onder andere MAX Maakt Mogelijk, MAX Geheugentrainer, Missie MAX, MAX Proms, Carnaval, bloemencorso’s.
Met de in 2006 door Slagter opgerichte stichting MAX Maakt Mogelijk is hij met behulp van de kijkers actief in onder andere Oost-Europa op het gebied van de zorg. Met deze projecten probeert de stichting de leefomstandigheden van ouderen in binnen- en buitenland structureel te verbeteren.
In 2022 was Slagter te zien als drag in het televisieprogramma Make Up Your Mind en in 2023 aan De Verraders.
In september 2023 kondigde hij in een interview in de Volkskrant aan eind 2024 als directeur van Omroep MAX te stoppen.

## Privéleven
Slagter is getrouwd, heeft twee kinderen. Hij komt uit een ARP-familie en is lid van het CDA. Zo was Slagter in 2015 lijstduwer van het CDA in Zuid-Holland.

## Erkenning
Slagter werd uitgeroepen tot Omroepman van het Jaar 2014.
Op 24 april 2015 werd Slagter benoemd tot Officier in de Orde van Oranje-Nassau. Naast zijn werkzaamheden voor Omroep MAX werd hem de decoratie toegekend voor de oprichting en bijdrage aan stichting Welzijn Gehandicapten Nederland. Op 8 januari 2020 ontving Slagter vanuit mediavakplatform Spreekbuis.nl de Media Oeuvre Award 2019 voor zijn inzet voor de Nederlandse media. Deze prijs werd uitgereikt door Joop van den Ende. 